# Carex barbata
Espèce
Classification phylogénétique
Carex barbata est une espèce de plantes du genre Carex et de la famille des Cyperaceae.